# Plano Peel

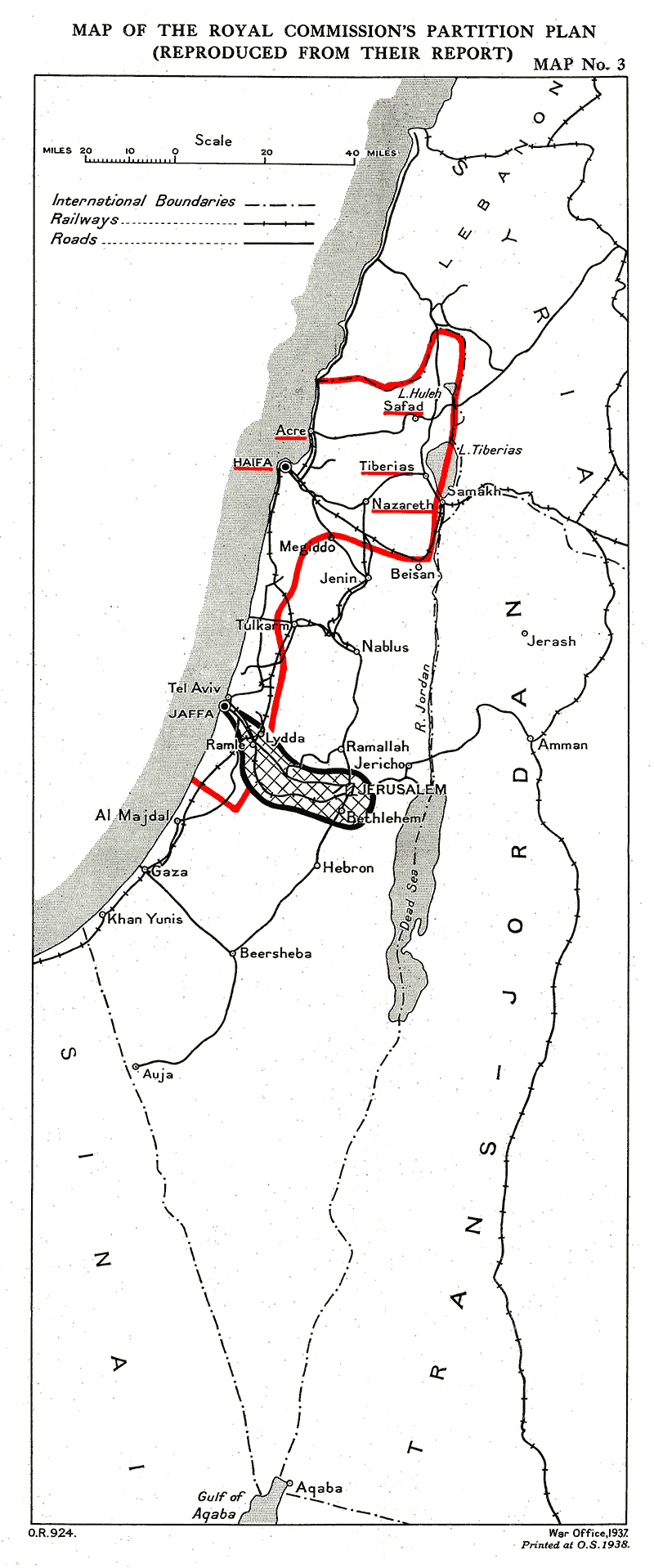
Divisão proposta.

O Plano Peel visava conter o conflito iniciado entre as duas comunidades, judeus e palestinos, através da partilha da Palestina em duas áreas separadas para cada comunidade.
O Plano Peel, proposto por uma comissão liderada pelo Lord Peel, foi publicado a 7 de Julho de 1937, ao mesmo tempo que o governo Britânico tornava pública uma nota de concordância com a partilha proposta no Plano, e solicitava à Sociedade das Nações a legitimidade para iniciar o plano de partilha.
Ambas as comunidades receberam mal as propostas do Plano Peel, nomeadamente a comunidades judaica, que considerava o Plano um retrocesso face à Declaração de Balfour que previa um Estado judaico em toda a Palestina.
A Resolução 181 da Assembleia Geral das Nações Unidas retoma a ideia da partição, e a criação de dois estados.